# Frösakull
Frösakull – miejscowość (tätort) w Szwecji, w regionie administracyjnym (län) Halland (gmina Halmstad).
Miejscowość jest położona na wybrzeżu Kattegatu w prowincji historycznej (landskap) Halland, ok. 10 km na zachód od centrum Halmstad.
W 2010 r. Frösakull liczyło 1635 mieszkańców.